# Masacre de estudiantes en Gujba
 El 29 de septiembre de 2013, hombres armados de Boko Haram ingresaron al dormitorio masculino en la Facultad de Agricultura de Gujba, estado de Yobe, Nigeria, y mataron a cuarenta y cuatro estudiantes y maestros.

## Antecedentes
Boko Haram se fundó en 2002 para luchar contra la des-arabización de Nigeria, que según el grupo es la causa principal del comportamiento criminal en el país. De 2009 a 2013, la violencia relacionada con la insurgencia de Boko Haram provocó 3.600 muertes, incluidos 1.600 civiles. A mediados de mayo de 2013, el gobierno federal declaró el estado de emergencia en los estados de Adamawa, Borno y Yobe, ya que tenía como objetivo acabar con la insurgencia de Boko Haram. La represión resultante ha llevado a la captura o el asesinato de cientos de miembros de Boko Haram, mientras que el resto se retiró a las zonas montañosas desde las que cada vez más atacan a civiles.
Desde 2010, Boko Haram se ha dirigido a las escuelas, matando a cientos de estudiantes. Un portavoz dijo que tales ataques continuarán mientras el gobierno continúe interfiriendo con la educación tradicional basada en el Corán. Más de 10,000 niños ya no pueden asistir a la escuela debido a los ataques del Boko Haram. Aproximadamente 20,000 personas huyeron del estado de Yobe a Camerún durante junio de 2013 para escapar de la violencia.

## Ataque
Hombres armados de Boko Haram ingresaron a la universidad a la 1 a. m. hora local y abrieron fuego contra los estudiantes mientras dormían. Sólo los cuartos de dormir masculinos fueron atacados.  Cuarenta y dos cuerpos fueron recuperados por soldados nigerianos, mientras que dieciocho heridos fueron trasladados al Hospital Especializado de Damaturu. Dos de los heridos murieron posteriormente.
Según un sobreviviente, los atacantes ingresaron a la universidad en dos vehículos todo terreno con doble cabina. Algunos llevaban uniformes militares nigerianos. Un sobreviviente dijo que casi todos los asesinados eran musulmanes, al igual que la mayoría del cuerpo estudiantil. Este ataque siguió al ataque del 6 de julio de 2013 en Mamudo, en las afueras de Damaturu, en el que murieron 29 estudiantes y un maestro, algunos quemados vivos, lo que dejó a muchas escuelas del área cerradas y otros ataques en la semana posterior hacia 30 civiles más. El nombre de Boko Haram significa "la educación occidental es pecaminosa".
Después de los ataques, otros 1000 estudiantes abandonaron la universidad. Los militantes parecían estar basados en las colinas de Gwoza, encontrando refugio en cuevas de los repetidos bombardeos militares. Un compromiso con el ejército nigeriano dejó 100 militantes y 16 soldados muertos.  En la ciudad de Gwoza, donde se trataba a algunas de las víctimas, los militantes expulsaron a los médicos del hospital del gobierno e incendiaron tres escuelas públicas, y se informó que la ciudad estaba desierta. Más de 30,000 personas de la región huyeron a Camerún y Chad.